# Kalonzo Musyoka
Stephen Kalonzo Musyoka (né le 24 décembre 1953) est un homme d'État kényan, ancien ministre des Affaires étrangères du Kenya de 1993 à 1998 et de 2003 au 30 juin 2004. Il est candidat à l'élection présidentielle du 27 décembre 2007.

## Biographie
Musyoka est membre de la KANU dans les années 1990. Quelques mois avant les élections de 2002, il suit Raila Odinga, alors secrétaire-général de la KANU, pour former avec le parti libéral démocrate, la coalition nationale arc-en-ciel. La coalition remporte les élections. Musyoka rentre au gouvernement en tant que ministre de l'environnement. Il est ensuite démis de ses fonctions après des critiques contre le président Mwai Kibaki.
Musyoka est l'un de ceux qui mènent, avec succès, la campagne pour le non au référendum constitutionnel de 2005. 
Musyoka est député de la circonscription de Mwingi Nord. Musyoka quitte l'Orange Democratic Movement en juillet 2007 à la suite de la prise de contrôle de Raila Odinga dans l'investiture de l'ODM. Musyoka rejoint l'ODM-Kenya et en est élu candidat pour l'élection présidentielle du 27 décembre 2007.
En vue de l'élection présidentielle de 2022, Musyoka est en lice pour devenir le colistier de Raila Odinga et briguer le poste de vice-président. Toutefois Odinga choisit Martha Karua comme colistière et pour protester, Musyoka quitte l'alliance Azimio La Umoja qui soutient la candidature d'Odinga. Il annonce sa propre candidature à l'élection présidentielle. Musyoka revient toutefois sur sa décision et apporte son soutien à la candidature d'Odinga et Karua après la promesse d'Odinga de le nommer à un poste important au gouvernement.